# 藤井香苗
藤井 香苗（ふじい かなえ、1986年7月7日 - ）は、徳島県吉野川市（旧麻植郡鴨島町）出身のバスケットボール選手である。ポジションはセンター。三菱電機コアラーズ所属。

## 来歴
鴨島第一中学校でバスケを始め、富岡東高校では3年の時にインターハイ出場を果たす。この年にはジュニア日本代表にも選出される。
その後、大阪体育大学に進学。1年よりインカレにも出場。3年で初優勝に貢献。4年で準優勝とともにリバウンド王を獲得する。
2009年、三菱電機に入社。

## 経歴
- 富岡東高校 - 大阪体育大 - 三菱電機（2009年〜）

## 日本代表歴
- 2004アジアジュニア選手権